# Адамово ребро
„Адамово ребро“ (на английски: Adam's Rib) е американски филм, романтична комедия от 1949 г. В главните роли са Катрин Хепбърн и Спенсър Трейси, а режисьор на филма е Джордж Кюкор. Сценарият на Рут Гордън и съпруга й Гарсън Канин е номиниран за „Оскар“. Филмът е добре приет след пускането си и е на 22-ро място в списъка на 100 години Американски филмов институт... 100 комедии. През 1992 г. филмът е избран за съхранение в Националния филмов регистър на САЩ към Библиотеката на Конгреса като „културно, исторически или естетически значим“. Музиката във филма е композирана от Миклош Рожа с изключение на една песен, която е дело на Коул Портер.

## Сюжет
Сюжетът разказва за двама женени един за друг адвокати, които се противопоставят един на друг в съда.

## В ролите
| Актьор         | Роля              |
| -------------- | ----------------- |
| Спенсър Трейси | Адам Бонър        |
| Катрин Хепбърн | Аманда Бонър      |
| Джуди Холидей  | Дорис Атинджър    |
| Тол Юуел       | Уорън Атинджър    |
| Джейн Хаген    | Берил Кайн        |
| Хоуп Емерсън   | Олимпия Ла Пере   |
| Уил Райт       | съдия Маркасън    |
| Кларънс Колб   | съдия Райсър      |
| Марвин Каплан  | Съдебен стенограф |